# Kentucky Opera
L'Opéra du Kentucky (Kentucky Opera) est l'opéra officiel de l'État du Kentucky. Il est localisé dans la ville de Louisville aux États-Unis. Les représentations ont généralement lieu dans le Kentucky Center et la musique provient de l'orchestre de Louisville. Fondé en 1952 par Moritz von Bomhard (1908-1996), il est le douzième plus vieux opéra du pays. Il dispose d'un budget proche des 2 millions de dollars.

## Quelques représentations
La compagnie a interprété de nombreuses pièces très connues comme Le Mariage de Figaro, Carmen, Aida, le Hollandais volant et Salome.
Lors de la saison 2004-2005, l'opéra a entre autres interprété le Thaïs de Massenet, La Cenerentola de Rossini, et Madame Butterfly de Puccini.  Durant la saison 2005-2006, l'opéra interpréta en russe Eugène Onéguine de Tchaikovsky, Les Quatre Filles du docteur March d'Adamo et le Barbier de Séville de Rossini.  Durant la saison 2006-2007, La Bohème de Puccini, Lucia di Lammermoor de Donizetti et Les Pêcheurs de perles de Bizet. Durant la saison 2007-2008, Turandot de Puccini, Il trovatore de Verdi…